# Raba Niżna

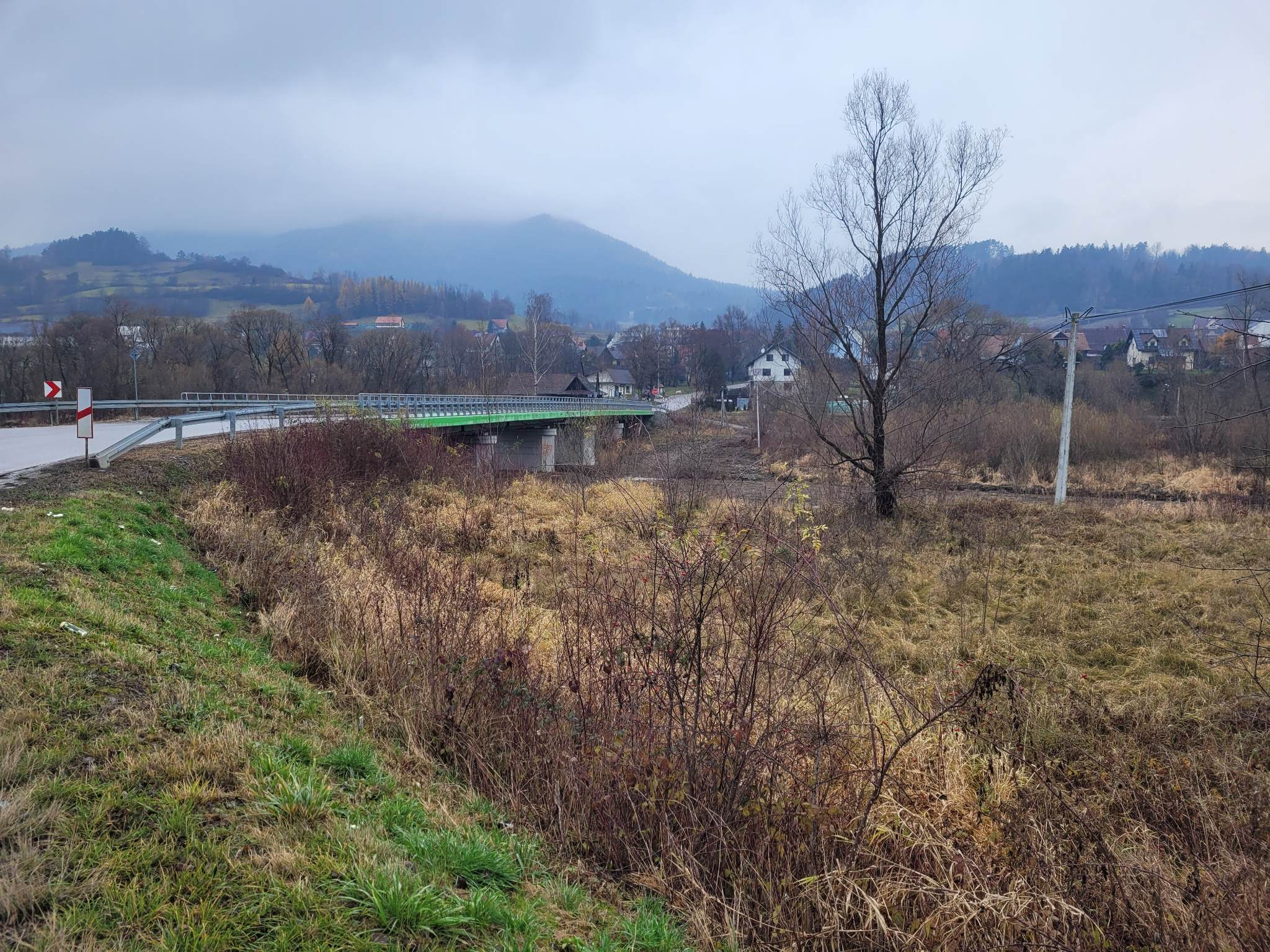
Most drogowy Rabie Niżnej na rzece Raba, rok 2022.

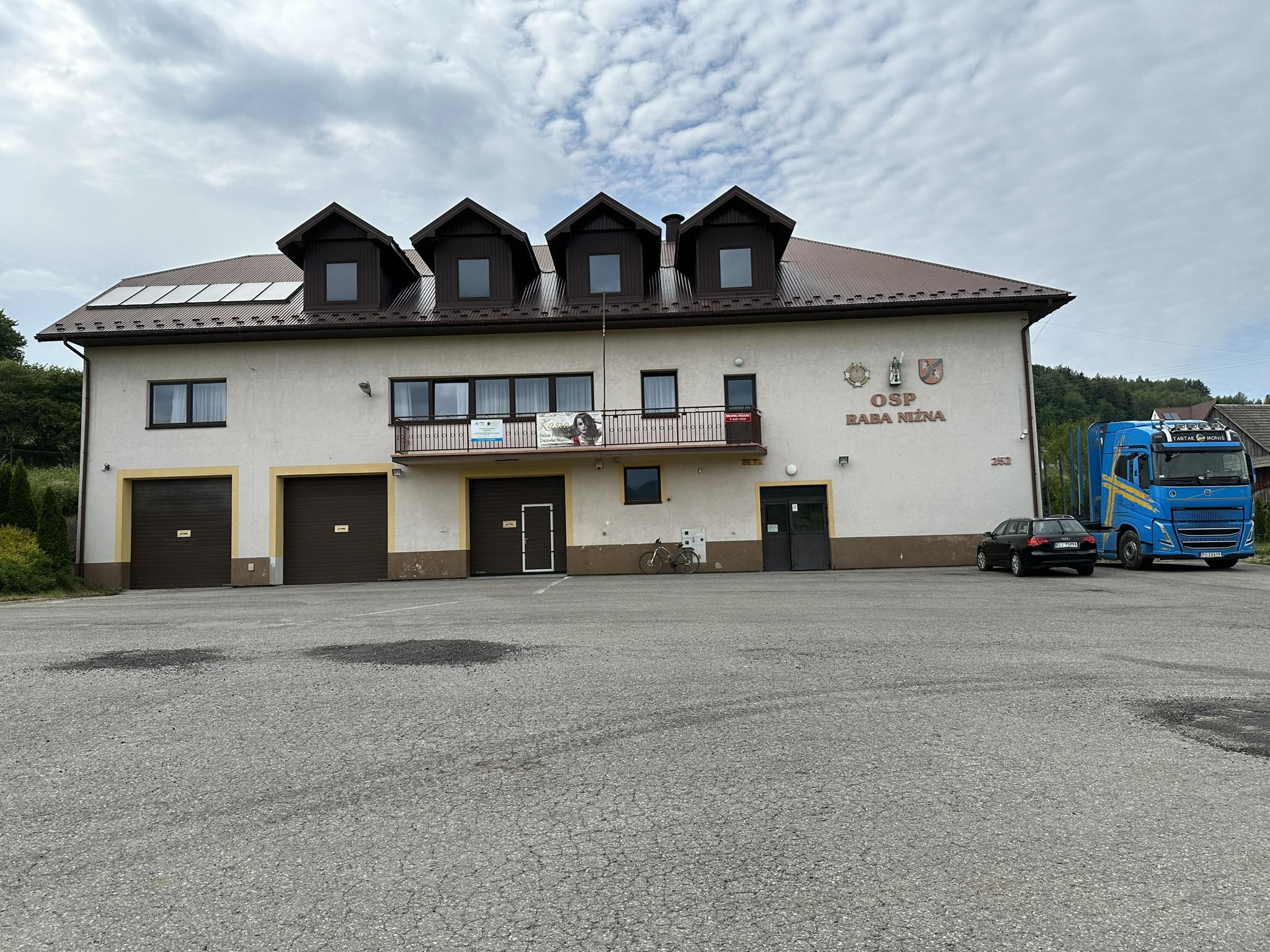
Budynek w którym mieści się jednostka OSP KSRG w Rabie Niżnej

Raba Niżna – wieś w Polsce, położona w województwie małopolskim, w powiecie limanowskim, w gminie Mszana Dolna.
W latach 1954-1961 wieś była siedzibą gromady Raba Niżna, po jej zniesieniu w gromadzie Olszówka. W latach 1975–1998 wieś administracyjnie należała do województwa nowosądeckiego. Jest zamieszkana głównie przez górali zagórzańskich.

## Położenie
Znajduje się w dolinie rzeki Raby, w dwóch regionach geograficznych. Południowe zbocza tej doliny w obrębie Raby Niżnej należą bowiem do Gorców, północne do Beskidu Wyspowego (masyw Lubonia Wielkiego z Łysą Górą). Miejscowość położona jest przy drodze krajowej nr 28, pomiędzy Mszaną Dolną a Rabką-Zdrój.
| części wsi | Bańkówka, Bartosiówka, Biłkówka, Brzeżek, Budzyń, Dwór, Gazdy, Góry, Janówka, Jasicówka, Kółkówka, Kózakówka, Krupówka, Łaniaki, Laskówka, Maczugówka, Majerówka, Marcaki, Mardauszówka, Maślaki, Młynarze, Muzykówka, Na Łęgu, Piekarczykówka, Piekarzówka, Pizdury, Rzepki, Ślusarzówka, Sochówka, Sztudry, Tobołówka, Wątory, Zagóry. |

## Historia
Z zapisków Jana Długosza, dowiadujemy się, że w XIII wieku tereny wzdłuż Raby przekazane zostały w zarządzanie zakonowi Cystersów ze Szczyrzyca. Pierwsza wzmianka o Rabie Niżnej pochodzi z zapisów procesowych z lat 1407–1408, będących dokumentacją sporu toczącego się między sołtysem Raby Niżnej a sołtysem Harklowej. W XVI wieku wieś należała do starostwa nowotarskiego. W 1534 zarządcy starostwa – rodzina Pieniążków, podzielili je na trzy tzw. klucze: mszański, nowotarski i wielkoporębski. Raba Niżna weszła w skład dóbr mszańskich.
W XIX wieku, w pięknym parku ze starodrzewem, Franciszek Borowski wybudował niewielki dwór w stylu klasycystycznym. W 1905 dwór zakupił i odnowił hrabia Jan Chomentowski. W jednej z izb we dworze urządzono niewielką kaplicę, dostępną dla mieszkańców wsi. Kaplicę tę poświęcił arcybiskup Adam Sapieha.
Okres II wojny światowej to czas działalności ruchu oporu i partyzantki. Wycofujący się hitlerowcy zniszczyli mosty na Rabie i spalili ok. 80% wsi. Okres powojenny to czas odbudowy i rozbudowy wsi. W tym czasie również do Raby Niżnej przybyli księża Michalici, którzy w Dworze Rodziny Chomentowskich założyli zakład wychowawczy dla trudnych chłopców, który działał do 1952 roku. Raba Niżna podczas II wojny światowej została wcielona do nowo powstałej gminy Mszana Górna w tych czasach Rabę Niżną zamieszkiwało około 788 mieszkańców .
W 1957 podjęto decyzję o budowie w centrum wsi kościoła. Udało się to dopiero w 1970. 14 listopada 1982 została erygowana parafia w Rabie Niżnej, wydzielona z parafii w Olszówce. Jako patrona wybrano św. Józefa Rzemieślnika. Kościół znacznie powiększono i przebudowano w latach 1989–1994.

## Zabytki

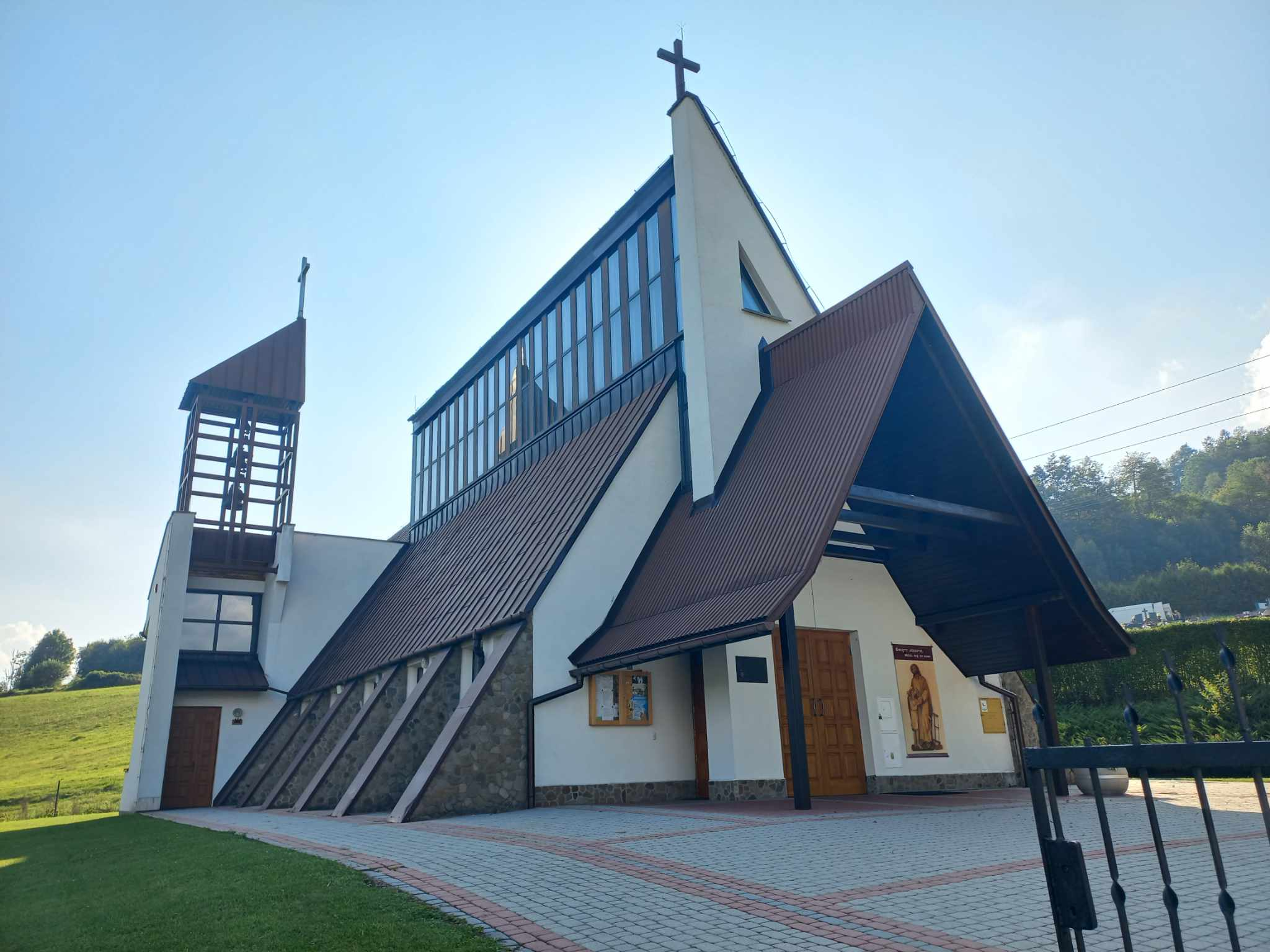
Kościół św. Józefa Rzemieślnika w Rabie Niżnej

Obiekt wpisany do rejestru zabytków nieruchomych województwa małopolskiego.

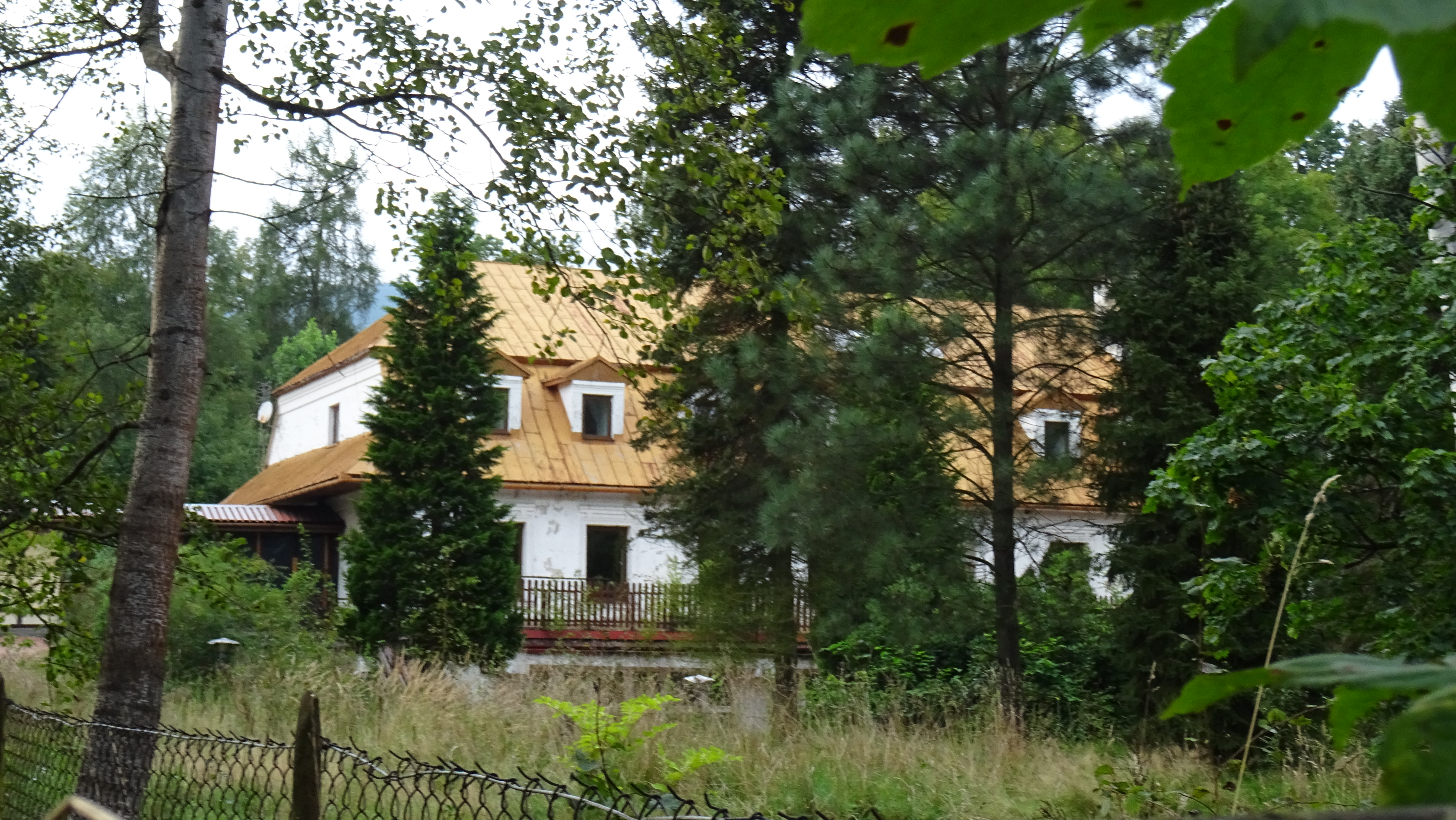
Dwór, park. Aktualnie na terenie starego dworu jest prowadzony dom pomocy społecznej  - Widok na dwór od północy.
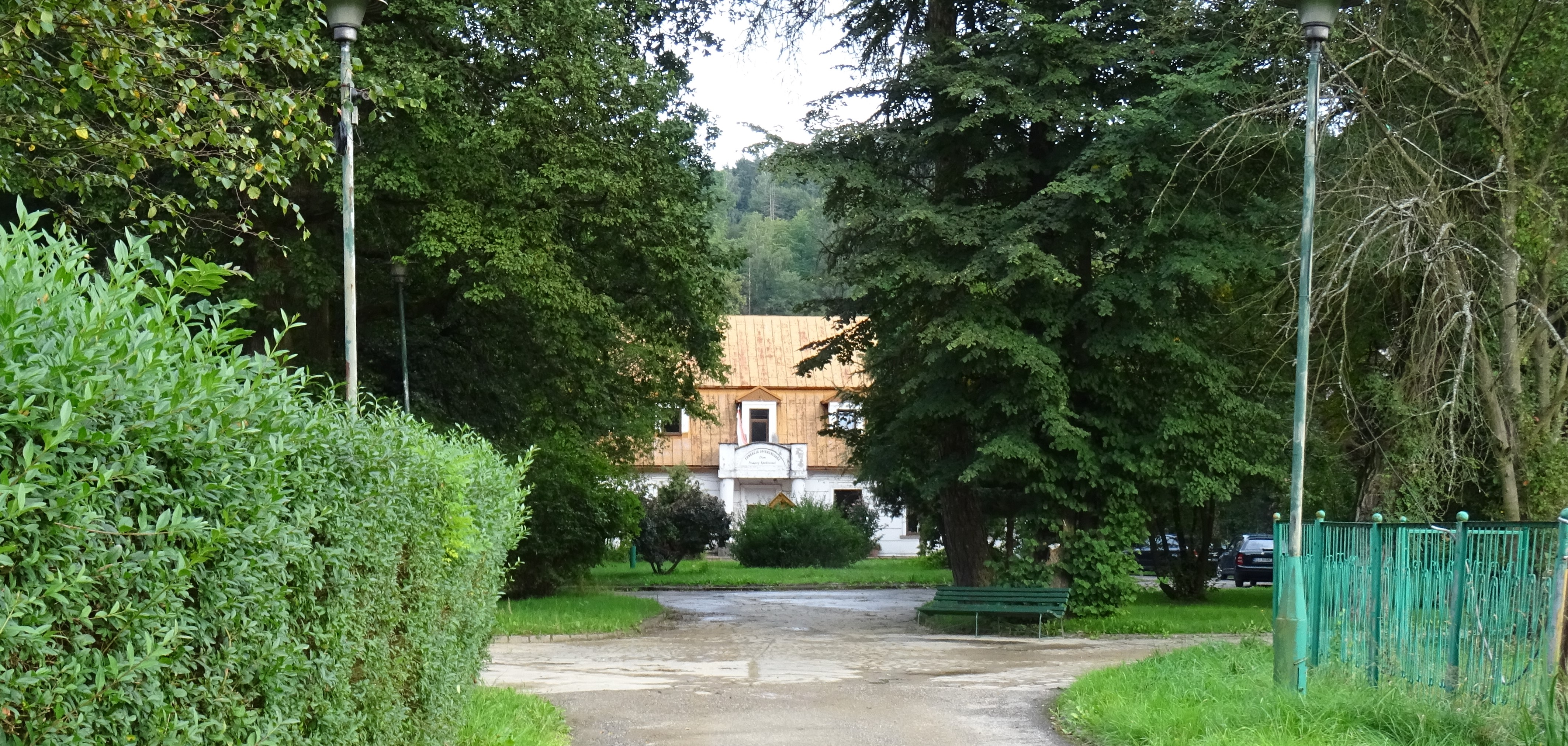
Widok na dwór od strony głównej.
  - Widok na dwór od strony głównej.

- Stacja kolejowa na turystycznym szlaku kolejowym przez Karpaty. W wyniku prac remontowych remontowo-modernizacyjnych linii kolejowej 104 tzw. ,,Galicjanki''. Zabytkowy budynek przeniesiony zostanie na teren wyznaczony przez gminę znajdujący się obok ośrodka zdrowia w Rabie Niżnej tuż przy drodze krajowej 28. W przyszłości budynek będzie pełnił (w zależności od ostatecznej decyzji) funkcję świetlicy środowiskowej dla młodzieży, siedziby stowarzyszeń czy punktu informacji turystycznej.
- Kapliczka przydrożna z pierwszej połowy XIX w.

## Turystyka
Szlaki turystyczne:
 z Raby Niżnej poprzez zbocza Lubonia Wielkiego, przełęcz Glisne na górę Szczebel.
Atrakcje turystyczne
- na południowo-wschodnich stokach Lubonia znajduje się rezerwat przyrody Luboń Wielki z gołoborzem;
- w pobliżu Perci Borkowskiego na Luboniu znajduje się jaskinia o długości korytarzy wynoszącej 8 metrów[14];
- w otoczeniu zabytkowego starodrzewu znajduje się dawny dwór Chomentowskich, a obecnie dom wypoczynkowy „Energetyk”[9]. Był to dwór w stylu klasycystycznym, kryty dachem mansardowym z naczółkami, posiadający od frontu elewację pięcioosiową z niską attyką u góry i gankiem wspartym na dwóch kolumnach[14]. Dwór został znacznie przebudowany i powiększony;
- we wsi znajduje się przystanek kolejowy z XIX wieku, który „zagrał” w filmach „Niemcy” i „Przygody dobrego wojaka Szwejka”[14];
- przy drodze do Mszany Dolnej stoi kapliczka z 1832, kryta gontem. Wewnątrz znajdują się sklepienia kolebkowe[14].
- w pobliżu Raby Niżnej znajdują się liczne trasy narciarskie[14].

## Osoby związane z miejscowością
- Michał Blecharczyk
- Wojciech Rypel
- Tadeusz Patalita